# Molière du comédien
 (mars 2022).
Si vous disposez d'ouvrages ou d'articles de référence ou si vous connaissez des sites web de qualité traitant du thème abordé ici, merci de compléter l'article en donnant les références utiles à sa vérifiabilité et en les liant à la section « Notes et références ».
Le Molière du comédien est une récompense théâtrale française décernée par l'association Les Molières depuis la première remise de prix le 23 mai 1987, au théâtre du Châtelet à Paris.
À partir des Molières 2014, la catégorie est divisée en deux : Molière du comédien dans un spectacle de théâtre privé et Molière du comédien dans un spectacle de théâtre public.

## Introduction
Robert Hirsch et Christian Hecq ont reçu trois fois le Molière du comédien, Michel Aumont, Michel Bouquet, Maxime d'Aboville et Jacques Gamblin deux fois.
Comédiens nommés à plusieurs reprises (en italique, les comédiens lauréats) : 
- 7 fois : Robert Hirsch et Michel Bouquet.
- 5 fois : Pierre Arditi, Claude Rich, Jacques Gamblin, André Dussollier, Michel Aumont et Philippe Torreton.
- 4 fois : Jean-Claude Dreyfus, Niels Arestrup et Christian Hecq.
- 3 fois : Patrick Chesnais, Gérard Desarthe, Sami Frey, Laurent Terzieff, Didier Sandre, Jacques Villeret, Bernard Giraudeau, Jean-François Balmer, Michel Fau, Olivier Martin-Salvan, Denis Podalydès, Daniel Auteuil, Philippe Caubère, Lambert Wilson et Michel Vuillermoz.
- 2 fois : Jacques Dufilho, Sébastien Castro, Michel Serrault, Fabrice Luchini, Francis Huster, Stéphane Freiss, Thierry Fortineau, Pierre Vaneck, Pierre Cassignard, Michel Piccoli, Clovis Cornillac, Claude Brasseur, Samuel Labarthe, Micha Lescot, Wladimir Yordanoff, Grégori Baquet, Nicolas Briançon, Simon Abkarian, Guillaume de Tonquédec et Maxime d'Aboville.

## Palmarès

### Années 1980
les lauréats sont sur la première ligne.
- 1987 : Philippe Clévenot dans Elvire Jouvet 40
  - Michel Bouquet dans Le Malade imaginaire
  - Jacques Dufilho dans L'Escalier
  - Claude Rich dans Faisons un rêve
  - Michel Serrault dans L'Avare
- 1988 : Jacques Dufilho dans Je ne suis pas Rappaport
  - Daniel Auteuil dans La Double Inconstance
  - Michel Bouquet dans Le Malade imaginaire
  - Patrick Chesnais dans Joe Egg
  - Roman Polanski dans La Métamorphose
- 1989 : Gérard Desarthe dans Hamlet
  - Sami Frey dans Je me souviens
  - Bernard Freyd dans Le Faiseur de Théâtre
  - Fabrice Luchini dans Voyage au bout de la nuit
  - Laurent Terzieff dans Henri IV

### Années 1990
- 1990 : Pierre Dux dans Quelque part dans cette vie
  - Robert Hirsch dans Moi Feuerbach
  - Francis Huster dans La Peste
  - Claude Rich dans Le Souper
  - Didier Sandre dans Le Chemin solitaire
- 1991 : Guy Tréjan dans Heldenplatz
  - Daniel Auteuil dans Les Fourberies de Scapin
  - Jean-Claude Dreyfus dans La Nonna
  - Didier Sandre dans Partage de midi
  - Jacques Villeret dans La Contrebasse
  - Lambert Wilson dans Eurydice
- 1992 : Henri Virlogeux dans L'Antichambre
  - Gérard Desarthe dans Célimène et le Cardinal
  - Stéphane Freiss dans C'était bien
  - Marcel Maréchal dans Maître Puntila et son valet Matti
  - Lambert Wilson dans Ruy Blas
- 1993 : Michel Aumont dans Macbett
  - Bernard Giraudeau dans L'Aide-mémoire
  - Robert Hirsch dans Une folie
  - Michel Serrault dans Knock
  - Laurent Terzieff dans Temps contre temps
- 1994 : Jean-Pierre Marielle dans Le Retour
  - Gérard Desarthe dans La Volupté de l'honneur
  - Thierry Fortineau dans Le Visiteur
  - Maurice Garrel dans Le Visiteur
  - Jean-Luc Moreau dans Comment va le monde, Môssieu ? Il tourne, Môssieu !
  - Jacques Villeret dans Le Dîner de cons
- 1995 : Pierre Meyrand dans Les Affaires sont les affaires
  - Pierre Arditi dans « Art »
  - Didier Galas dans Ahmed le subtil ou Scapin 84
  - Fabrice Luchini dans « Art »
  - Pierre Vaneck dans « Art »
- 1996 : Didier Sandre dans Un mari idéal
  - Michel Aumont dans Décadence
  - Michel Duchaussoy dans Le Refuge
  - André Dussollier dans Scènes de la vie conjugale
  - Jean Piat dans L'Affrontement
- 1997 : Pierre Cassignard dans Les Jumeaux vénitiens
  - Jean-François Balmer dans Le Faiseur
  - Bernard Giraudeau dans Le Libertin
  - Francis Huster dans Variations énigmatiques
  - Robin Renucci dans François Truffaut, correspondance
- 1998 : Michel Bouquet dans Les Côtelettes
  - Patrick Chesnais dans Skylight
  - Jean-Claude Dreyfus dans Hygiène de l'assassin
  - Patrick Préjean dans Cyrano de Bergerac
  - Philippe Torreton dans Les Fourberies de Scapin
- 1999 : Robert Hirsch dans Le Bel Air de Londres
  - Pierre Arditi dans Rêver peut-être
  - Niels Arestrup dans Copenhague
  - Roland Blanche dans Tedy
  - Sami Frey dans Pour un oui ou pour un non

### Années 2000
- 2000 : Michel Aumont dans Un sujet de roman
  - Michel Bouquet dans À torts et à raisons
  - Claude Brasseur dans À torts et à raisons
  - Jacques Gamblin dans Raisons de famille
  - Jean-Jacques Moreau dans Mort accidentelle d'un anarchiste
- 2001 : Simon Abkarian dans Une bête sur la lune
  - Michel Aumont dans Le Grand Retour de Boris S.
  - Jean-François Balmer dans Novecento
  - Bernard Giraudeau dans Becket ou l'Honneur de Dieu
  - Jacques Villeret dans Jeffrey Bernard est souffrant
- 2002 : Jean-Paul Roussillon dans Le Jardin des apparences
  - Pierre Arditi dans L'École des femmes
  - Philippe Clay dans Visites à Mister Green
  - André Dussollier dans Monstres sacrés, sacrés monstres
  - Samuel Labarthe dans La Boutique au coin de la rue
- 2003 : Thierry Fortineau dans Gros-Câlin
  - André Dussollier dans Monstres sacrés, sacrés monstres
  - Robert Hirsch dans Sarah
  - Gérard Jugnot dans État critique
  - Claude Rich dans Les Braises
- 2004 : Dominique Pinon dans L'Hiver sous la table
  - Sami Frey dans Je me souviens
  - Éric Métayer dans Des cailloux plein les poches
  - Christian Pereira dans Des cailloux plein les poches
  - Francis Perrin dans Signé Dumas
- 2005 : Michel Bouquet dans Le roi se meurt
  - Pierre Cassignard dans La locandiera
  - Éric Elmosnino dans Peer Gynt
  - Stéphane Freiss dans Brooklyn Boy
  - Alain Libolt dans La Version de Browning
  - Pierre Vaneck dans Déjeuner chez Wittgenstein
- 2006 : Jacques Sereys dans Du côté de chez Proust
  - Niels Arestrup dans Lettres à un jeune poète
  - Michel Piccoli dans Le Roi Lear
  - Claude Rich dans Le Caïman
  - Philippe Torreton dans Richard III
  - Jean-Louis Trintignant dans Moins 2
- 2007 : Robert Hirsch dans Le Gardien
  - Michel Bouquet dans L'Avare
  - Jacques Gamblin dans Confidences trop intimes
  - Michel Piccoli dans Le Roi Lear
  - Michel Vuillermoz dans Cyrano de Bergerac
- 2008 : Michel Galabru dans  Les Chaussettes - opus 124
  - Clovis Cornillac dans L'Hôtel du libre échange
  - Jacques Frantz dans Les riches reprennent confiance
  - Jérôme Kircher dans La Petite Catherine de Heilbronn
- 2009 : Patrick Chesnais dans Cochons d'Inde
  - Jacques Bonnaffé dans L'Oral et Hardi
  - Claude Duparfait dans Tartuffe
  - Samuel Labarthe dans Très chère Mathilde
  - Claude Rich dans Le Diable rouge
  - Wladimir Yordanoff dans Coriolan

### Années 2010
- 2010 : Laurent Terzieff dans L'Habilleur et Philoctète
  - Jean-Quentin Châtelain dans Ode maritime
  - Jean-Claude Dreyfus dans Le Mardi à Monoprix
  - Robert Hirsch dans La serva amorosa
  - Daniel Russo dans Les Autres
- 2011 : Christian Hecq dans Un fil à la patte
  - Niels Arestrup dans Diplomatie
  - Jean-François Balmer dans Henri IV, le bien-aimé
  - Jean-Claude Dreyfus dans Le Mardi à Monoprix
  - André Dussollier dans Diplomatie
  - Micha Lescot dans Les Chaises

| Molière du comédien dans un spectacle de théâtre public - 2014 : Philippe Torreton dans Cyrano de Bergerac - Nicolas Bouchaud dans Le Misanthrope - Olivier Martin-Salvan dans Pantagruel - Stanislas Nordey dans Par les villages | Molière du comédien dans un spectacle de théâtre privé - 2014 : Robert Hirsch dans Le Père - Daniel Auteuil dans Nos femmes - Clovis Cornillac dans La Contrebasse - Michel Fau dans Le Misanthrope |

| - 2015 : André Dussollier dans Novecento - Philippe Caubère dans La Danse du diable - Micha Lescot dans Ivanov - Olivier Martin-Salvan dans Pantagruel | - 2015 : Maxime d'Aboville dans The Servant - François Berléand dans Deux hommes tout nus - Claude Brasseur dans La Colère du Tigre - Nicolas Briançon dans La Vénus à la fourrure |

| - 2016 : Charles Berling dans Vu du pont - Christian Hecq dans Vingt mille lieues sous les mers - Denis Lavant dans Les Fourberies de Scapin - François Marthouret dans Les affaires sont les affaires - Michel Vuillermoz dans Cyrano de Bergerac | - 2016 : Wladimir Yordanoff dans Qui a peur de Virginia Woolf ? - Michel Aumont dans Le Roi Lear - Michel Bouquet dans À torts et à raisons - Michel Fau dans Fleur de cactus |

| - 2017 : Philippe Caubère dans Le Bac 68 - Patrick Catalifo dans Timon d'Athènes - Laurent Natrella dans Les Enfants du silence - Denis Podalydès dans Les Damnés | - 2017 : Jean-Pierre Bacri dans Les Femmes savantes - Pierre Arditi dans Le Cas Sneijder - Jean-Pierre Bouvier dans La Version Browning - Guillaume de Tonquédec dans La Garçonnière |

| - 2018 : Jacques Gamblin dans 1 heure 23’14” et 7 centièmes - Philippe Caubère dans Adieu Ferdinand ! - Benjamin Lavernhe dans Les Fourberies de Scapin - Philippe Torreton dans Bluebird | - 2018 : Jean-Pierre Darroussin dans « Art » - Yvan Attal dans Le Fils - Grégori Baquet dans Adieu monsieur Haffmann - Vincent Dedienne dans Le Jeu de l’amour et du hasard |

| - 2019 : François Morel dans J'ai des doutes - Mathieu Amalric dans La Collection - Grégori Baquet dans Hamlet - Denis Podalydès dans La Nuit des rois ou Tout ce que vous voulez | - 2019 : Benoit Solès dans La Machine de Turing - Nicolas Briançon dans Le Canard à l'orange - Bernard Campan dans La Dégustation - Lambert Wilson dans Le Misanthrope |

### Années 2020
| Molière du comédien dans un spectacle de théâtre public - 2020 : Christian Hecq dans La Mouche d’après George Langelaan, mise en scène Valérie Lesort et Christian Hecq - Simon Abkarian dans Électre des bas-fonds de Simon Abkarian, mise en scène Simon Abkarian - Philippe Torreton dans La Vie de Galilée de Bertolt Brecht, mise en scène Claudia Stavisky - Michel Vuillermoz dans Angels in America de Tony Kushner, mise en scène Arnaud Desplechin - 2022 : Jacques Gamblin dans Harvey de Mary Chase, mise en scène de Laurent Pelly - Pierre Guillois dans Les Gros patinent bien – cabaret de carton de Pierre Guillois et Olivier Martin-Salvan, mise en scène de Pierre Guillois et Olivier Martin-Salvan - Olivier Martin-Salvan dans Les Gros patinent bien – cabaret de carton de Pierre Guillois et Olivier Martin-Salvan, mise en scène Pierre Guillois et Olivier Martin-Salvan - Jacques Weber dans Le Roi Lear de William Shakespeare, mise en scène Georges Lavaudant - 2023 : Christian Hecq dans Le Bourgeois gentilhomme de Molière, mise en scène Christian Hecq et Valérie Lesort - Jacques Gamblin dans HOP ! de Raphaëlle Delaunay et Jacques Gamblin, mise en scène Raphaëlle Delaunay et Jacques Gamblin - Denis Podalydès dans Le Roi Lear de William Shakespeare, mise en scène Thomas Ostermeier - Laurent Stocker dans L'Avare de Molière, mise en scène Lilo Baur - 2024 : Micha Lescot dans Richard II - Charles Berling dans Après la répétition/persona - Laurent Lafitte dans Cyrano de Bergerac - Roschdy Zem dans Une journée particulière - 2025 : Denis Lavant dans Fin de partie de Samuel Beckett, mise en scène Jacques Osinski - Xavier Gallais dans Dom Juan d’après Molière, mise en scène Macha Makeïeff - Vincent Garanger dans Article 353 du code pénal de Tanguy Viel, mise en scène Emmanuel Noblet - Philippe Torreton dans Le Funambule de Jean Genet, mise en scène Philippe Torreton | Molière du comédien dans un spectacle de théâtre privé - 2020 : Niels Arestrup dans Rouge de John Logan, adaptation Jean-Marie Besset, mise en scène Jérémie Lippmann - Édouard Baer dans Les Élucubrations d’un homme soudain frappé par la grâce d’Édouard Baer, mise en scène Isabelle Nanty et Édouard Baer - Sébastien Castro dans J’ai envie de toi de Sébastien Castro, mise en scène José Paul - Guillaume de Tonquédec dans Sept Ans de réflexion de George Axelrod, mise en scène Stéphane Hillel - 2022 : Maxime d'Aboville dans Berlin Berlin de Patrick Haudecoeur et Gérald Sibleyras, mise en scène de José Paul - Pierre Arditi dans Fallait pas le dire ! de Salomé Lelouch, mise en scène de Ludivine de Chastenet et Salomé Lelouch - Michel Boujenah dans L’Avare de Molière, mise en scène de Daniel Benoin - André Marcon dans Avant la retraite de Thomas Bernhard, mise en scène Alain Françon - 2023 : Thierry Lopez dans Oublie-moi de Matthew Saeger, mise en scène Marie-Julie Baup et Thierry Lopez - Michel Fau dans Lorsque l'enfant parait d'André Roussin, mise en scène Michel Fau - Sébastien Castro dans Une idée géniale de Sébastien Castro, mise en scène Agnès Boury et José Paul - Jean Franco dans La Délicatesse d’après David Foenkinos, mise en scène Thierry Surace - 2024 : Vincent Dedienne dans Un chapeau de paille d'Italie - Maxime d'Aboville dans Pauvre Bitos - le dîner de têtes - Stéphane Freiss dans Le Cercle des poètes disparus - Thierry Frémont dans Le repas des fauves - 2025 : |